# Hospital de San Pedro (Antigua Guatemala)
El Hospital de San Pedro, también llamado Hospital del Hermano Pedro, es un antiguo sanatorio en Antigua Guatemala (Sacatepéquez, Guatemala). De arquitectura barroca, inició su construcción en 1654 bajo el arquitecto Joseph de Porres junto a la adyacente iglesia de San Pedro Apóstol. Después de pasar por las manos de varias órdenes católicas y ser desocupado tras el terremoto de 1976, en 1983 la Alcaldía cedió el edificio a la asociación Obras Sociales del Santo Hermano Pedro.

## Historia
El obispo Bartolomé González Soltero compró en 1646 el terreno para la construcción de un hospital para los eclesiásticos, que ya empezó a ofrecer pequeños servicios en 1648, y de la iglesia. Este proyecto tuvo problemas inicialmente debido a los escasos medios económicos de la iglesia local. La planificación comenzó en 1653, con el arquitecto Juan Pascual a cargo de los planos, y las obras finalmente se iniciaron el 3 de noviembre de 1654. El edificio quedó terminado el 6 de diciembre de 1662, bajo dirección del arquitecto Joseph de Porres.
Con el paso del tiempo, varios arquitectos trabajaron en el edificio, como Diego de Porres, Diego de Medina y Juan de Dios Estrada. Bajo la administración de la orden Hospitalaria de San Juan de Dios, en 1663 Fray Payo Enríquez de Rivera abrió el hospital, destinado a atender a los clérigos pobres. A partir de los terremotos de 1773, el sanatorio comenzó a atender a particulares y cambió su denominación a San Juan de Dios. Entre 1865 y 1869, su administración estuvo a cargo de la orden de las Clarisas Capuchinas.

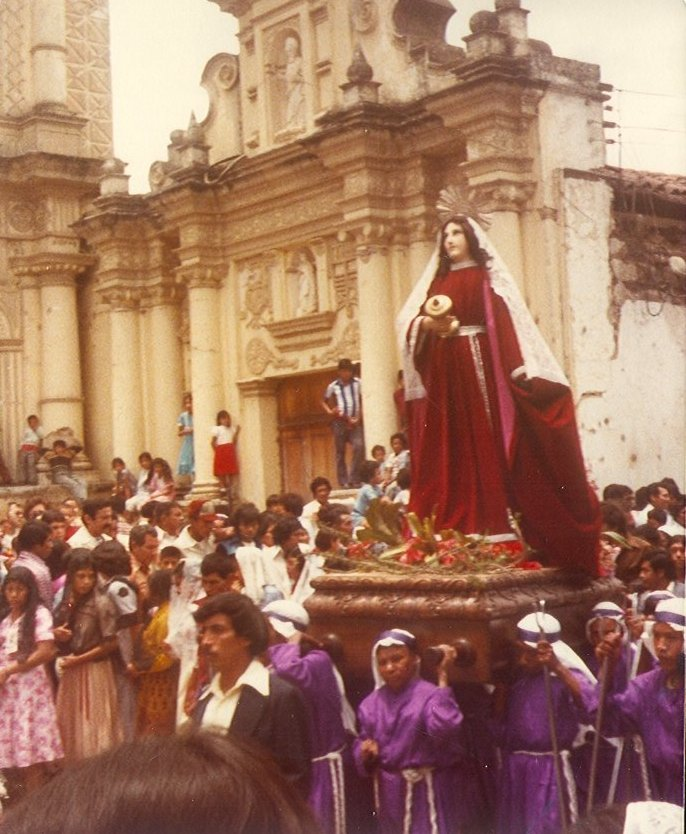
La fachada principal en 1980, durante una procesión de Semana Santa.

La institución cambió su nombre a «hospital nacional Pedro de Betancourt», y tras el terremoto de 1976 el edificio quedó desocupado. En 1983, gracias a donaciones fue reconstruido, y la Alcaldía local dio el usufructo del complejo a la asociación Obras Sociales del Santo Hermano Pedro.

## Arquitectura
La fachada principal del hospital se cruza en ángulo con la de la iglesia, formando una pequeña plaza. De acuerdo al historiador Antonio Bonet Correa, ambos edificios son una de las bases del barroco antigüeño, afirmando que la fachada de la iglesia y el ángulo que forma con el sanatorio «es un dechado de armonía urbana y un compendio de lo que serán los imafrontes de los templos de la ciudad».
Desde 1850 pasó por diversas reparaciones, y las decoraciones geométricas de la fachada que se conservan actualmente podrían provenir de estas enmiendas. Aun así, ha mantenido mucha de sus características barrocas, como la hornacina sobre el frontón de la puerta, la cornisa quebrada con volutas y sus remates con pináculos.